# Felix Solmsen
Felix Solmsen (* 11. Juli 1865 in Schneidemühl; † 13. Juni 1911 bei Mehlem) war ein deutscher Indogermanist.

## Leben
Felix Solmsen studierte an den Universitäten zu Berlin und Leipzig Klassische Philologie und Vergleichende Sprachwissenschaft. Von seinen akademischen Lehrern prägten ihn besonders Johannes Schmidt, Karl Brugmann und August Leskien. Die Leipziger Schule brachte Solmsen die wichtigsten indogermanischen Sprachen nahe, während er in Berlin die philologische Vertiefung in grammatische Probleme einführte. 1886 wurde Solmsen in Leipzig mit der Dissertation Sigma in Verbindung mit Nasalen und Liquiden promoviert, die in der Zeitschrift für vergleichende Sprachforschung erschien (Band 29, S. 59–124 und 329–358). Nach dem Lehramtsexamen in Halle erkrankte Solmsen und konnte erst 1891 das Probejahr antreten. Anschließend war er am Lehrerseminar der Franckeschen Stiftungen in Halle tätig.

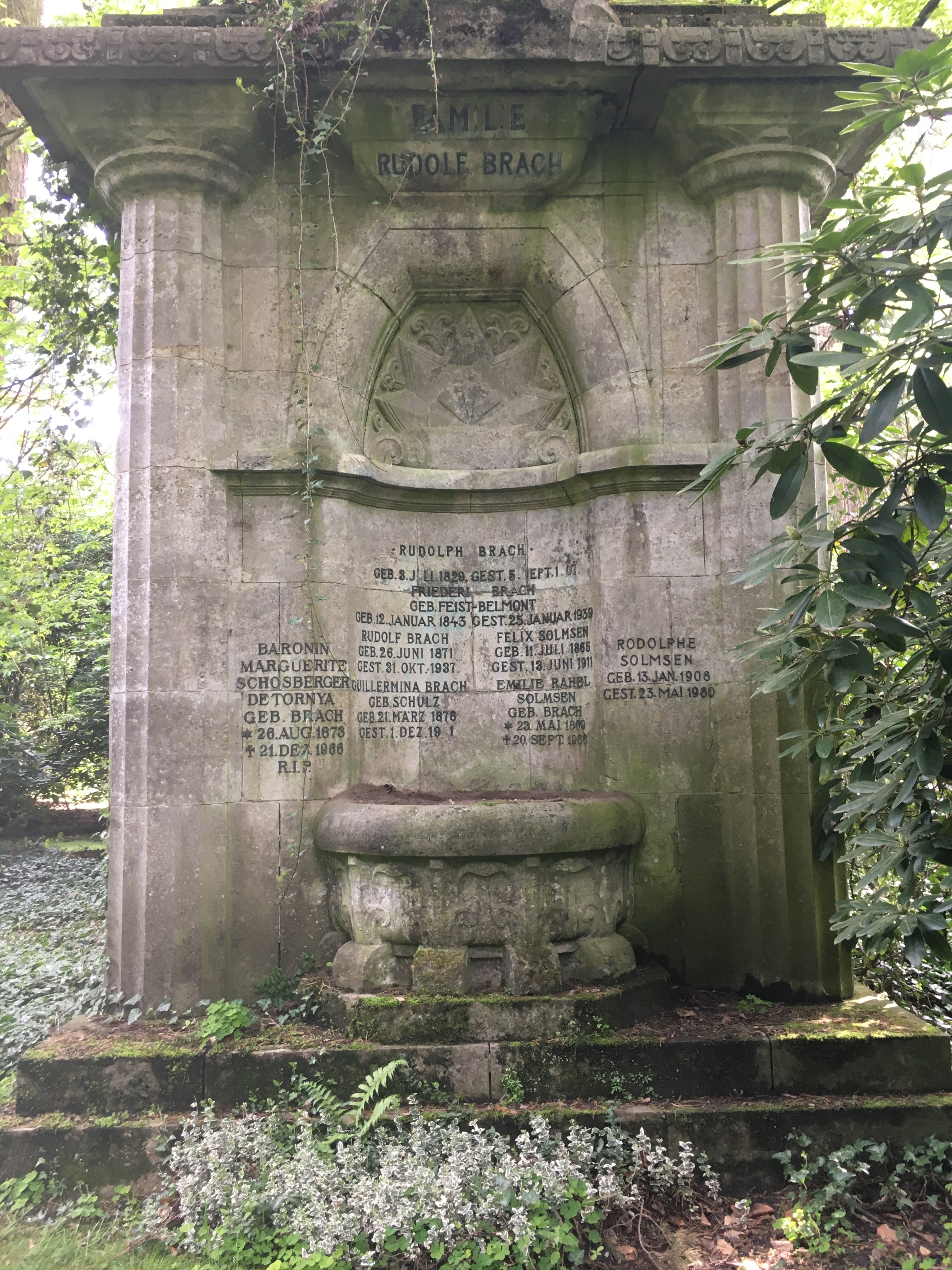
Grabstätte auf dem Friedhof Ohlsdorf

Mit seiner Habilitation an der Universität Bonn (1893) schlug Solmsen die akademische Laufbahn ein. Er arbeitete zunächst als Privatdozent für vergleichende Sprachwissenschaft unter besonderer Berücksichtigung der klassischen und slawischen Sprachen und wurde 1897 zum außerordentlichen Professor ernannt. Rufe an die Universitäten Groningen (1903) und Straßburg (1908) lehnte er ab. 1907 wurde er in Bonn zum persönlichen ordentlichen Professor ernannt, 1909 zum Ordinarius. Er starb am 13. Juni 1911, nachdem er bei Mehlem am Rhein aus einem fahrenden Zug gestürzt war.
Felix Solmsen beschäftigte sich hauptsächlich mit der Grammatik, Phonetik und Etymologie der slawischen Sprachen, des Lateinischen und des Griechischen. Seine wichtigsten Schriften sind die Studien zur lateinischen Lautgeschichte (Straßburg 1894), die Untersuchungen zur griechischen Laut- und Verslehre (Straßburg 1901) und die Beiträge zur griechischen Wortforschung (Straßburg 1909), von denen nur ein Band erschien. In seinem Nachlass befanden sich zahlreiche Vorlesungskonzepte und Kolleghefte. Eines davon gab sein Schüler Ernst Fraenkel postum heraus (Indogermanische Eigennamen als Spiegel der Kulturgeschichte, Heidelberg 1922).
Felix Solmsen wurde in der Familiengrabstätte Brach auf dem Hamburger Friedhof Ohlsdorf beigesetzt. Sie liegt nördlich vom Garten der Frauen im Planquadrat R 26. 

## Schriften (Auswahl)
- Studien zur lateinischen Lautgeschichte. Straßburg 1894 (online)
- Untersuchungen zur griechischen Laut- und Verslehre. Straßburg 1901 (online)
- Inscriptiones Graecae ad inlustrandas dialectos selectae. Leipzig 1903. 2. Auflage 1905. 3. Auflage 1910 (online). 4. Auflage 1930. Nachdruck Stuttgart 1966
- Beiträge zur griechischen Wortforschung. Teil 1. Straßburg 1909 (mehr nicht erschienen)
- Indogermanische Eigennamen als Spiegel der Kulturgeschichte. Heidelberg, Verlag Carl Winter, 1922